# Hội họa Nam Bắc triều

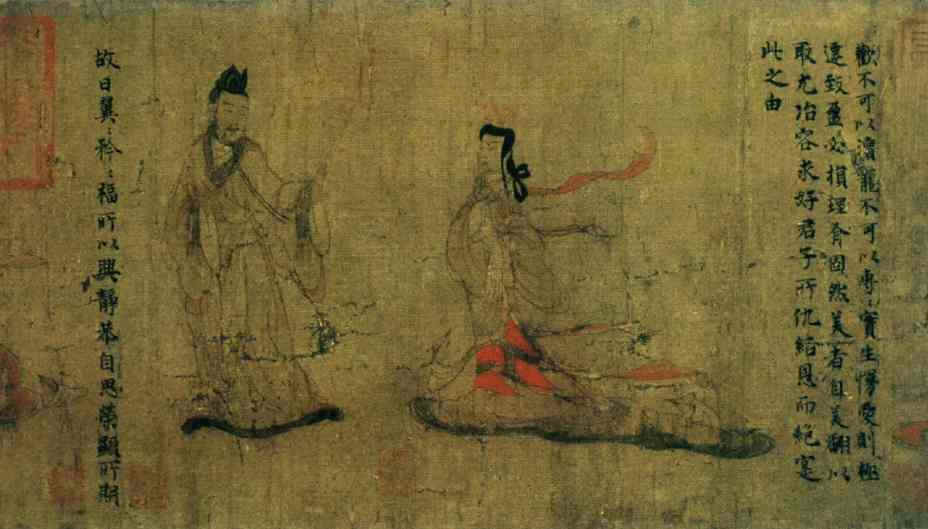
Part of the scroll for Admonitions of the Instructress to the Palace Ladies, a Tang dynasty duplication of the original by Cố Khải Chi.

Trong thời kỳ Nam Bắc triều, nghệ thuật khá hưng thịnh; Nam triều lấy hội họa là chính, còn Bắc triều lấy điêu khắc là chính. Đây là giai đoạn tại Trung Hoa xuất hiện việc văn nhân, họa sĩ, thư pháp gia và những nhân vật phú quý tiến hành sưu tầm và bảo trợ các tác phẩm nghệ thuật, lĩnh vực phê bình văn hóa cũng có sự khởi sắc hơn so với thời trước đó.

## Lịch sử
Sơn thủy họa Trung Hoa nổi lên từ thời Nam Bắc triều. Do ảnh hưởng kết hợp từ huyền học, tự nhiên quan Lão Trang và cảnh sơn thủy Giang Nam tú lệ, khiến hội hoa thoát ly hạn chế của Nho học, phát triển theo phương hướng thuần nghệ thuật, họa gia nổi danh có Lục Tham Vi thời Lưu Tống và Trương Tăng Do thời Lương. Rồng do Trương Tăng Do vẽ được đánh giá là phi thường thần diệu, câu "họa long điểm tình" bằng nguồn từ họa công của ông. Trương Tăng Do một đời khắc khổ học tập, vẽ nên các danh tác như "Ngũ tinh nhị thập bát túc thần hình đồ", "Tuyết sơn hồng thụ đồ". Do sự xuất hiện của thơ sơn thủy, khiến truyền thống lấy biểu hiện nhân vật làm chính trong một thời gian dài này chuyển biến thành cảnh sắc sơn thủy. Tông Bỉnh thời Lưu Tống là nhà sáng tác lý luận tranh sơn thủy sớm nhất của Trung Quốc, tác phẩm "Họa sơn thủy tự" của ông là nổi danh nhất, ngoài tinh thông địa lý "sơn thủy lấy hình mị đạo" ra, trong khi quan sát sơn thủy tự nhiên, quy nạp ra phương pháp hội họa thể hiện vật thể xa gần. Họa gia tranh sơn thủy Vương Vi thời Lưu Tống, với tác phẩm "Tự họa", nhấn mạnh quan sát tự nhiên cùng chủ động biểu hiện quan điểm và cảm tình của cá nhân. Tiêu Bí thời Lương thể hiện ra cảm nhận cự ly không gian xa gần. Lý luận hội họa vào thời kỳ này đã thành thục, như Tạ Hách thời Nam Tề soạn ra tác phẩm kinh điển quan trọng "Cổ họa phẩm lục", đề ra "lục pháp luận" hội họa- sáu phép căn bản của hội họa cổ điển Trung Hoa- cùng hai bộ phận họa phẩm. Ông đề xuất tác phẩm hội họa chiếu theo sáu pháp, không chỉ giới hạn ở vẽ nhân vật, có ảnh hưởng rất lớn đối với hậu thế. Trong đó, lý luận "khí vận sinh động" (sắc thái và không khí sống động như thật) được các bình gia hội họa tôn là trình độ cao nhất.